# Severo Martínez Peláez
José Severo Martínez Peláez (Quetzaltenango, 16 de febrer de 1925 - Puebla de Zaragoza, 14 de gener de 1998) va ser un humanista i historiador marxista guatemalenc. La seva principal obra històrica és La patria del criollo: ensayo de interpretación de la realidad colonial guatemalteca, escrita el 1970, la qual analitza la història colonial de Guatemala des del punt de vista marxista i va marcar un abans i un després en l'estudi de la història d'aquest país centreamericà.

## Biografia
Va néixer a Quetzaltenango i allí va rebre una educació acurada, estudiant al Col·legi Alemany d'aquesta ciutat. Després es va traslladar a Ciutat de Guatemala, on va estudiar a la Facultat d'Humanitats de la Universitat de San Carlos de Guatemala, durant aquesta etapa va participar en la Revolució d'Octubre de 1944 i va ser president de l'associació d'estudiants de la facultat. Nogensmenys, va haver d'exiliar-se arran del derrocament de Jacobo Árbenz el 1954. Va continuar els seus estudis de doctorat en història a la Universitat Nacional Autònoma de Mèxic on va estudiar amb els historiadors Silvio Zavala, Miguel León-Portilla i Wenceslao Roces
Va tornar al seu país el 1957 i es va dedicar a la docència a la Universitat de San Carlos de Guatemala. El degà de la Facultat de Ciències Econòmiques, Rafael Piedrasanta Arandi, i el rector de la universitat, Edmundo Vásquez Martínez, van donar l'anuència perquè la universitat li atorgués una beca per a recerca a l'Arxiu General d'Índies de Sevilla entre 1967 i 1969. D'aquesta recerca van sorgir la seva obra principal, La patria del criollo el 1970, el programa d'Història Econòmica de Centreamèrica de la Facultat de Ciències Econòmiques de la Universitat de San Carlos de Guatemala i la reforma total de l'Escola d'Història d'aquesta institució d'educació superior el 1978.
El 1979, per amenaces del govern del general Fernando Romeo Lucas García, va haver de sortir novament a l'exili amb la seva família i va continuar la seva labor investigadora i formativa a la Benemérita Universitat Autònoma de Puebla, on va participar en seminaris i cursos del Col·legi d'Història d'aquesta universitat mexicana i va establir vincles amb historiadors i exiliats guatemalencs a Mèxic.
El 30 d'octubre de 1992 va ser nomenat doctor honoris causa per la Universitat de San Carlos, en reconeixement de la recerca històrica centreamericana i als seus notables mèrits com a catedràtic universitari.

## Obres
Entre les seves obres destaquen Motines de Indios. La violencia colonial en Centroamérica y Chiapas (1985), i La patria del criollo: Ensayo de interpretación de la realidad colonial guatemalteca (1970), considerada de gran importància en la historiografia llatinoamericana. D'acord amb un estudi, Martínez Peláez té «el mèrit de ser el primer historiador professional que va realitzar una anàlisi històrica de l'estructura social guatemalenca des de la perspectiva marxista de la lluita de classes com un intent genuí de rehabilitar la capacitat explicativa del coneixement històric de la realitat sociopolítica de Guatemala».

## En la literatura
L'obra més completa sobre la vida i obra de Severo Martínez Peláez és la d'Oscar Guillermo Peláez Almengor La pàtria del criollo, tres décadas después. Aquest llibre conté assajos elaborats per intel·lectuals guatemalencs i estrangers sobre diferents aspectes de la trajectòria de Martínez Peláez i constitueix un homenatge del Consell Superior Universitari de la Universitat de San Carlos de Guatemala amb motiu de complir-se trenta anys de la publicació de l'obra mestra de l'autor. Al seu torn, aquest text va servir de base per a l'elaboració del llibre de W. George Lovell i Christopher H. Lutz, Historia sin máscara. Vida y Obra de Severo Martínez Peláez.

## Mort
Va morir a l'exili, a Puebla de los Ángeles, Mèxic, el 14 de gener de 1998, víctima de la malaltia d'Alzheimer.